# استیون گراهام
استیون گراهام (انگلیسی: Stephen Graham؛ زادهٔ ۱۱ ژوئن ۱۹۸۲) بازیکن بسکتبال اهل ایالات متحده آمریکا است.
از باشگاه‌هایی که در آن بازی کرده‌است می‌توان به پورتلند تریل بلیزرز، شیکاگو بولز، ایندیانا پیسرز، هیوستون راکتس، کلیولند کاوالیرز، بروکلین نتس، و شارلوت هورنتس اشاره کرد.